# أوراسكوم المالية القابضة
أوراسكوم المالية القابضة (OFH) هي شركة مساهمة قابضة مصرية، تعمل في مجال الخدمات والتكنولوجيا المالية، أنشأت في نوفمبر 2020، نتيجة الانقسام الأفقي لشركة أوراسكوم للاستثمار القابضة، حيث تم نقل استثماراتها في مجال الخدمات المالية إلى أوراسكوم المالية القابضة، أُدرجت الشركة في البورصة المصرية في فبراير 2021، يقع مقرها الرئيسي في أبراج نايل سيتي بالعاصمة المصرية القاهرة، ويرأس مجلس إدارتها أُنسي نجيب ساويرس.

## المساهمون
تتوزع نسب المساهمين في الشركة كالتالي:
- أو تي أم تي اكويزيشن اس ايه أر أل (51.66%)
- محمود أحمد محمود لاشين (4.062%)
- أوراسكوم تي أم تي انفستمنتس اس اية ار ال (0.64%)
- أنسي نجيب ساويرس (0.0001%)
- نجيب ساويرس (0.0001%)

## الشركات التابعة
تمتلك شركة إي فاينانس للاستثمارات المالية والرقمية نسب مختلفة في شركتين هما:
- دوت لتطوير الاليكترونيات والمدفوعات الاليكترونية (79.90%)
- كونتكت المالية القابضة (29.24%)

## وصلات خارجية
- الموقع الرسمي للشركة.